# Motion JPEG
Motion JPEG (M-JPEG) è un codec video nel quale ogni singolo frame del video viene compresso in un'immagine JPEG.

## Caratteristiche
Non offre nessuna compressione interframe, questo fa sì che la qualità della compressione sia indipendente dal movimento presente nell'immagine, a differenza della compressione MPEG dove ci possono essere problemi di qualità quando il video contiene movimenti veloci o cambi scena. Questo codec facilita il montaggio video, in quanto permette tagli su ogni singolo frame, e non solo all'inizio di un gruppo di frame.

## Utilizzo e diffusione
Si tratta di un formato che ha avuto una certa diffusione su fotocamere digitali e camere IP in quanto permetteva di usare la tecnologia della compressione JPEG anche per i filmati. Pur richiedendo un bitrate superiore al formato MPEG-1 permette risoluzioni superiori. È stato gradualmente soppiantato dai formati MOV (Apple), MPEG-2 e MPEG-4. 